# 熱くなれ
『熱くなれ』（あつくなれ）は、1996年7月8日にリリースされた大黒摩季の14枚目のシングル。CDコードはJBDJ-1019。B面曲の『そして』と共に、NHKのアトランタオリンピック放送のテーマソングとなった。

## 概要
- 「永遠の夢に向かって」「ら・ら・ら」に続いて、現時点で最後のオリコンシングルチャート1位獲得作品で、自身7番目のヒット曲である。初動20万枚で初登場は週間2位（1位はX JAPAN「Forever Love」）だったものの、ロングセラーとなり4週目で1位を獲得した。
- トワ・エ・モワの「虹と雪のバラード」、髙橋真梨子の「遥かな人へ」と並んで、オリンピックのテーマ曲から生まれた代表的なヒット曲の一つに挙げられる[1][2]。
- 発売当時のNHKの『サンデースポーツ』で、「熱くなれ」についてのインタビューに答えている。
- ビデオクリップは、レコーディングスタジオでジーンズを履いた大黒が、アレンジャーの葉山たけしと共にレコーディングを進めている様子とスタジオで熱唱する様子が交互に現れるバージョンと、スタジオで明るい照明を使用し、大黒が踊りながら熱唱するバージョン、スタジオで撮影された大黒と倉庫を借りて撮影された、大黒が青白い照明の中で歌っている映像が交互に現れるバージョンの、計3種類が制作されている。

## 収録曲
全曲 作詞・作曲：大黒摩季、編曲：葉山たけし
1. 熱くなれ
2. そして
3. 熱くなれ (オリジナル・カラオケ)
4. そして (オリジナル・カラオケ)

## 参加ミュージシャン
- 渡辺直樹 - ベース (#2)
- 佐々木史郎 - トランペット (#1,2)
- 木幡光邦 - トランペット (#1,2)
- 数原晋 - トランペット (#2solo)
- 中路英明 - トロンボーン (#1,2)
- 勝田一樹 (DIMENSION) - サックス (#1solo, 2)
- 竹上良成 - サックス (#1)
- 生沢佑一 (TWINZER) - コーラス (#1)
- 坪倉唯子 - コーラス (#1,2)
- 山根麻以 - コーラス (#2)
- 中山みさ - コーラス (#2)
- 大黒摩季 - コーラス (#1,2)
- 葉山たけし - All other instruments

## 収録アルバム
- POWER OF DREAMS (#1, album version)

アレンジが異なり、ダンス・ビート調のイントロが追加されている。
- MAKI OHGURO BEST OF BEST〜All Singles Collection〜 (#1)
- LIVE BEST CONTAINS 16 BEST LIVE TRACKs!! (#1)

非公認アルバム。ライブバージョンを収録。
- Vitamins 〜for your heart〜 (#1)
- complete of 大黒摩季 at the BEING studio (#1)
- NHK スポーツ・テーマ ベスト・コレクション (#1,2)
- Greatest Hits 1991-2016 〜All Singles +〜 (#1,2)

「そして」はBIG盤のみに収録。
- BACK BEATs ＃30th Anniversary -SPARKLE- (#1)

## デーモン小暮版
デーモン小暮がカバーする「熱くなれ」は魔暦11年（基督暦2009年）のアルバム『GIRLS' ROCK "TIARA"』からシングルとしてリリース。

### 収録曲

#### CD
1. 熱くなれ (single version)
2. ONE WAY TICKET TO HELL
3. The Phantom of the Kabuki／美学と品格(斧琴菊風)

#### CD+DVD
CD+DVD版は初回限定盤。
CD
1. 熱くなれ (single version)
2. The Phantom of the Kabuki／美学と品格(鎌輪奴風)

DVD
1. 熱くなれ

### タイアップ
テレビ東京系　「スキバラ」　　エンディング・テーマ

## 備考
- 東京ヤクルトスワローズ・嶋基宏の登場曲（2008年〜）。
  - 東北楽天ゴールデンイーグルス時代から使用。
- 横浜DeNAベイスターズ・中井大介の登場曲 (2019年〜)。
- 阪神タイガーステーマソング（2012年〜）
  - 2012年から一軍監督に就任した和田豊が、「Go for the Top 熱くなれ!!」というチームスローガンを掲げたことが縁で採用。阪神甲子園球場・京セラドーム大阪で主催する公式戦では、スコアボードに流されるプロモーションVTRや、5回裏終了後のグラウンド整備中に披露されるダンスパフォーマンスなどでこの曲を聴ける。
- FEST VAINQUEURがこの曲をカヴァー。コンセプトアルバム『GENERATION』に収録。
- アンティック-珈琲店-がこの曲をカヴァー。2016年9月14日にシングルにて発売した。